# Franco Bolignari
Franco Bolignari (Roma, 26 ottobre 1929 – Roma, 4 dicembre 2020) è stato un cantante italiano, noto al grande pubblico per aver doppiato le colonne sonore dei film La carica dei cento e uno e Tutti insieme appassionatamente.

## Carriera
Nel 1954 ha vinto il Festival di Messina, con la canzone Lu sceccu lagnosu, incisa anche da Domenico Modugno.
Nel 1955 è stato finalista al Festival di Firenze e al Festival di Vibo Valentia.
Nel 1959 è stato finalista al Festival di Velletri.
Nel 1961 viene scelto dalla Disney per doppiare la canzone Crudelia De Mon nel film di animazione La carica dei cento e uno.
Successivamente la Disney lo conferma per doppiare la colonna sonora di "Magia d'estate" e canterà anche nel non disneyano Tutti insieme appassionatamente. In quest'ultimo film, vincitore di 5 premi Oscar nel 1966, interpreta la canzone "Quindici anni, quasi sedici".
Ha inoltre eseguito i motivi conduttori di vari film italiani quali Tam Tam Mayumbe, Accadde tra le sbarre, Non c'è amore più grande, L'ultimo amante. Si è esibito per due anni a Roma con la Bixilander Swing Orchestra di Carlo Capobianchi.

## Discografia

### 78 giri
- Cenere / Madame la nuit (RCA)
- Senza fortuna / Voglio sunnà cu tte (RCA)
- Incantatella / Il torrente(RCA)
- Buongiorno tristezza / Sentiero (RCA)
- La donna del mio cuore / Invano (RCA)
- Canzone di campagna / Erba di mare (RCA)
- In vacanza al mare / Non c'è amore più grande (RCA)
- 'nnamuratella mia! / 'a luna chiena (RCA)
- Ddoje stelle so' cadute / Me songo 'nnamurato (RCA)
- 'a bonanema 'e ll'ammore / Chiagneno pure ll'onne (RCA)
- Geluso 'e te / Luna janca (RCA)
- Non si dimentica / Cuore prigioniero (solo orchestra) (RCA)

### 45 giri
- ...Ma baciami/Nessuno (Supraphon)

### CD
- 2000 Una serata al pub (Cocktail di swing) (Franco Bolignari quintet)
- 2006 Disney Forever Volume 1 Original Soundtrack (Italian Version) (Crudelia De Mon)- Disney Records
- 2006 Disney Forever Volume 2 Original Soundtrack (Italian Version) (Intorno al camino) - Disney Records
- 2007 Swingology (Emanuele Urso new sestet -  Cantante Franco Bolignari)

## Doppiaggio
- Rudy (parte cantata) in La carica dei cento e uno
- Eddie Hodges (parte cantata) in Magia d'estate
- Daniel Truhitte (parte cantata) in Tutti insieme appassionatamente